# Кырыкый
Кырыкый (якут.  ) — село в Верхневилюйском улусе Якутии России. Административный центр и единственный населённый пункт Кырыкыйского наслега. Население — 430 чел. (2021) .

## География
Село расположено на северо-западе региона, в пределах географической зоны таёжных лесов Вилюйского плато Среднесибирского плоскогорья. Расстояние до улусного центра — села Верхневилюйск — 90 км..
уличная сеть
состоит из 13 географических объектов:
- Переулки: Н. З. Дмитриева пер., Победы пер.
- Улицы: ул. Ветеранов, ул. Дружба, ул. Лесная, ул. Мира, ул. Молодёжная, ул. Новая, ул. Октябрьская, ул. Парковая, ул. Радуга, ул. Советская, ул. Чапаева

климат
В населённом пункте, как и во всем районе, климат резко континентальный, с продолжительным зимним и коротким летним периодами. Максимальная амплитуда средних температур самого холодного месяца — января и самого теплого — июля составляет 80-97°С. Суммарная продолжительность периода со снежным покровом 6-7 месяцев в год. Среднегодовая температура составляет 11,1°С.

## История
Согласно Закону Республики Саха (Якутия) от 30 ноября 2004 года N 173-З N 353-III село возглавило образованное муниципальное образование Кырыкыйский наслег.

## Население
| 2002 | 2010 | 2012 | 2013 | 2014 | 2015 | 2016 | 2017 | 2018 | 2019 | 2020 |
| ---- | ---- | ---- | ---- | ---- | ---- | ---- | ---- | ---- | ---- | ---- |
| 481  | ↘442 | ↘438 | ↘431 | ↗432 | ↘424 | ↘421 | ↗423 | →423 | ↗435 | ↘425 |
| 2021 |      |      |      |      |      |      |      |      |      |      |
| ↗430 |      |      |      |      |      |      |      |      |      |      |

Национальный состав
Большинство жителей якуты.
Согласно результатам переписи 2002 года, в национальной структуре населения якуты составляли 99 % от общей численности населения в 481 чел..

## Инфраструктура
МБОУ «Кырыкыйская основная общеобразовательная школа им. С. Е. Дадаскинова». Дом культуры, учреждения здравоохранения и торговли. производственный участок ЗАО «Дюллюкю».
Животноводство (мясо-молочное скотоводство, мясное табунное коневодство), пушной промыселhttps://sakhagis.ru/Town/Details/73.
- Памятник воинам-землякам, погибшим в годы Великой Отечественной войны (1941-1945 гг.).

## Транспорт
Зимник.